# Новий шлях (газета)
«Нови́й шлях» (англ. New Pathway) — український тижневик, орган «Українського національного об'єднання Канади», який виходить з 1930 року (в Едмонтоні — з жовтня 1930 року, у Саскатуні — у 1933—1942 роках, у Вінніпезі — у 1942—1974 роках, у Торонто — з 1974 року й понині).
Друкує статті на політичні, культурні та історичні теми; звітує про діяльність Українського національного об'єднання та про українські справи в Канаді. В основному займає націоналістичну лінію ОУН у мельниківському варіанті; у минулому друкував і додатки для складових організацій УНО: Товариства українських воєнних ветеранів, Українських жіночих організацій Канади та Організації української демократичної молоді. Між 1941—1950 роками виходив частіше: спершу тричі, опісля двічі, на тиждень. У 1941 році, до 10-ої річниці заснування тижневика, вийшло перше число календаря-альманаху «Нового шляху».

Працівники «Нового шляху» (зліва направо): інж. О. Тарнавський, ред. А. Курдидик, ред. В. Софронів-Левицький (світлина з 1961 р.)

Засновником та довголітнім редактором був М. Погорецький; редагували газету опісля: В. Мартинець, О. Івах, Дмитро Кислиця, С. Росоха, Р. Маланчук, П. Маценко, А. Курдидик, В. Софронів-Левицький, А. Добрянський, В. Скорупський, Ю. Карманін та інші. З 1977 року виходив щомісячний англомовний додаток «Нові перспективи» (англ. New Perspectives); нині виходить як двомовне (англо-українське) періодичне видання. У 2002 році тижневик був удостоєний нагороди «Best Editorial and Design» серед більш ніж 800 етнічних видань у Канаді, які виходять 121 мовою. Редактор Юрій Білінський.